# Scutoïde

Un scutoïde comparé avec un prisme, un tronc et prismatoïde.

Un scutoïde est un solide géométrique entre deux surfaces parallèles. Les limites de chacune des surfaces (et de toutes les autres surfaces parallèles entre elles) est un polygone, et les sommets des extrémités des deux polygones sont reliés soit par une courbe soit par une connexion en forme de Y. Les scutoïdes ont au moins un sommet entre ces deux plans. Les faces des scutoïdes ne sont pas forcement convexes ce qui implique que deux scutoïdes peuvent remplir l'espace entre deux surfaces parallèles,. Cette forme a d'abord été décrite dans Nature Communications en juillet 2018, et le nom scutoïde a été inventé en raison de sa ressemblance avec la forme du scutum et du scutellum d’insectes tels que les coléoptères de la sous-famille des Cetoniidae. Officieusement, Clara Grima a déclaré que pendant qu'elle travaillait sur le projet, la forme avait été nommée Escu-toid, en référence au chef du groupe de biologie Luis M. Escudero dont le nom de famille, « Escudero », signifie « écuyer » (du latin scutarius = porteur de bouclier), la contraction du jeu de mots « scu-toïd » est restée.

## Apparition dans la nature
« The shape, however odd, is a building block of multicellular organisms; complex life might never have emerged on Earth without it. »
— Alan Burdick, We Are All Scutoids: A Brand New Shape, Explained
        
« La forme, aussi étrange soit-elle, est une brique de base des organismes multicellulaires ; la vie complexe pourrait ne jamais avoir émergé sur Terre sans elle. »

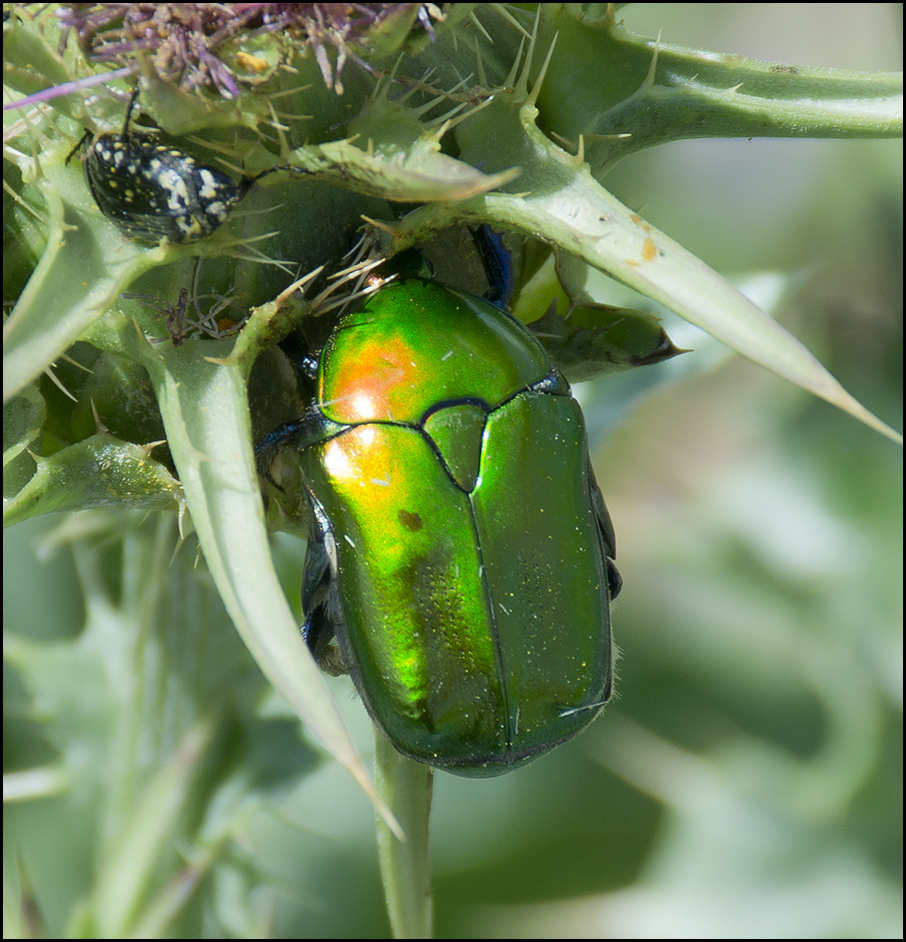
Scarabée avec une encoche en forme de scutoïde qui a donné le nom à l'objet.

Les cellules épithéliales adoptent une « forme scutoïde » dans certaines circonstances. Dans l'épithélium cette forme favorise la stabilité des cellules lors de la torsion des tissus en utilisant le moins d'énergie possible ce qui est fondamental pour donner leur forme aux organes au cours du développement,.